# Решавање задатака
Решавање проблема се састоји од употребе генеричке или ad hoc методе, на правилан начин, за проналажење решења задатака. Неке од развијених техника за решавање проблема користе се и у вештачкој интелигенцији, рачунарској науци, инжењерству, математици, медицини, итд  су у вези са менталним техникама решавања проблема проучаваним у психологији.

## Дефиниција
Термин решавање проблема се користи у многим дисциплинама, понекад из различитих перспектива и са различитом терминологијом. На пример, то је ментални процес у психологији и компјутерски процес у компјутерској науци.  Проблеми се могу сврстати у две различите врсте (лоше дефинисани и добро дефинисани) од којих треба да буду одговарајућа решења. Лоше дефинисани проблеми су они који немају јасне циљеве, путање решења, или очекивано решење. Добро дефинисани проблеми имају специфичне циљеве, јасно дефинисане путање решења,  и очекују јасна решења. Ови проблеми такође омогућавају више почетног планирања него лоше дефинисани проблеми. Да би били у стању да реше проблеме, понекад подразумева да се баве прагматиком (логиком) и семантиком (тумачењем проблема). Способност да се разуме шта је циљ тог проблема и која су правила која би могла да се примене представљају кључ за решавање проблема. Понекад проблем захтева мало апстрактно размишљање и долази као креативно решење. 

### Психологија
У психологији, решавање проблема се односи на стање жеље за постизањем дефинисаног "циља" из садашњег стања које се не креће директно ка циљу, далеко је од тога, или је потребно много сложеније логике за проналажење недостатка описа стања корака ка циљу. У психологији, решавање проблема је завршни део ширег процеса који укључује налажење и обликовање проблема.
Посматрано као најсложенији од свих интелектуалних функција, решавање проблема је дефинисана као когнитивни процес вишег реда који захтева модулацију и контролу више рутинских или основних вештина. Решавање проблема има два главна домена: математичко решавање проблема и лично решавање проблема где је, у другом, наишао на неке проблеме или препреке. Даље решавање проблема се јавља када се креће од датог стања до жељеног циља стања које је потребно за било који живи организам или систем вештачке интелигенције.
Док решавање проблема прати сам почетак људске еволуције и нарочито историју математике, природу  процеса и метода људског решавања проблема студирали су психолози последњих сто година. Методе студирања решавања проблема укључују интроспекцију, Бихевиоризам, симулацију, моделирање рачунара и експеримент. Социјални психолози су недавно направили разлику између независног и међу-зависног решавања проблема.

### Клиничка психологија
Једноставни лабораторијски-засновани задаци могу бити корисни за решавање, међутим, они обично изостављају комплексност и емоционалну валенцу проблема "стварног света". У клиничкој психологији, истраживачи су се фокусирали на улогу емоција у решавању проблема (D'Zurilla & Goldfried, 1971; D'Zurilla & Nezu, 1982), показујући да сиромашна емоционална контрола може да поремети мету ка циљном задатку и да отежава решавање проблема (Rath, Langenbahn, Simon, Sherr, & Diller, 2004). У овом процесу концептуализације, решавање људских проблема се састоји од два повезана процеса: проблем оријентације, мотивационо/ психолошки/ афективни приступ проблематичним ситуацијама и вештина за решавање проблема. При раду са особама са повредама фронталног режња, неуропсихијатри су открили да дефицити у емотивној контроли и размишљању могу бити ремедијација, побољшање капацитета повређених лица за успешно решавање свакодневних пр

### Когнитивне науке
Рани експериментални рад Гесталтистс  у Немачкој постављен је као почетак решавања проблема студија (нпр Karl Duncker 1935. године са својој књизи психологија продуктивног мишљења). Касније овај експериментални рад је настављен током 1960-тих и раних 1970-их са истраживањима спроведеним на релативно једноставан (али нов начин за учеснике) лабораторијски задатак решавања проблема. Избор једноставних нових задатка је заснован на јасно дефинисаним оптималним решењима и њиховом брзином решавања што је омогућило истраживачима да прате кораке учесника у процесу решавања проблема. Истраживача претпоставка је да су једноставни задаци као што је Ханојска кула одговарају главним карактеристикама проблема "стварног света"  и  карактеристичним когнитивним процесима, проблеми које учесници покушавају да реше једноставно су исти за проблеме  "реалног света" који су превише; једноставни проблеми коришћени због практичности и са очекивањем да кроз генерализације на више сложених проблема ће постати могуће. Можда је најпознатији и најупечатљивији пример ове линије истраживања је рад  Алена Њуела и Херберта Сајмона. Други стручњаци су показали да је принцип распадања побољшава способност проблема решава да направи добар суд.

### Рачунарство и алгоритми
У информатици и у делу вештачке интелигенције који се бави алгоритмима ("алгоритми"), решавање проблема обухвата низ техника познатих као Алгоритам, хеуристике, узрок анализе, итд У овим дисциплинама, решавање проблема је део већег процес који обухвата утврђивање проблема, Ре-дуплирање, анализе, дијагнозе, сервис, итд.

### Инжењерство
Решавање проблема се користи када производи или процеси нису успели , тако да се корективне акције могу предузети како би се спречили даљи неуспеси. Може се применити и на производ или процес пре него што стварни догађај не успе , односно, када се потенцијални проблем може предвидети и анализирати и ублажити, примењује тако да до проблема заправо никада не дође. Технике као такав Пропуст режима ефеката анализа може да се користи да проактивно смањи вероватноћу проблема који се јављају.
Форензички инжењеринг је важна техника анализе неуспеха који подразумева трагање за анализом мана и недостатака производа. Акције за кориговање се онда предузимају како би се спречили даљи неуспеси.
Обрнути инжењеринг покушава да открије оригиналну логику за решавање проблема користи у развоју производа, узимајући га поред.
Остали алати за решавање проблема  су Линеарно и нелинеарно програмирање, Системи чекања у реду и Симулација. 

## Когнитивне науке: Две школе
У когнитивним наукама, реализација истраживача је таква да се процеси решавања задатака разликују по доменима знања и да су на различитим нивоима стручности (нпр Стернберг, 1995) и да, сходно томе, закључци добијени у лабораторији не могу се  нужно генерализовати да решавају проблеме у ситуацијама ван лабораторије, довела је до нагласка на решавање задатака у стварном свету од 1990. године. Међутим, овај нагласак се изразио сасвим другачије у Северној Америци и Европи. Док  је истраживање Северне Америке обично концентрисано на проучавању проблема у одвојеним, природним доменима знања проблема, велики део европског истраживања је фокусиран на необичне, комплексне задатке, те је наступио са компјутеризованим сценаријом (види Функе (Funke), 1991, као преглед).

### Европа
У Европи су се појавила два главна приступа, један је иницирао Donald Broadbent у Великој Британији, а други Dietrich Dörner  у Немачкој. Ова два приступа деле нагласак на релативно сложене, семантички богатије, компјутеризоване лабораторијске задатке, пројектоване да личе задацима реалног живота. Приступи се донекле разликују у својим теоријским циљевима и методологији. Традицију је покренуо Broadbent који наглашава разлику између когнитивних процеса решавања проблема које раде под  утицајем подсвести у односу на спољне свести, и обично користи математички добро дефинисане компјутеризоване системе. Традицију је иницирао Dörner, с друге стране, и она има интерес у међусобним когнитивним, мотивационим и социјалним компонентама решавања проблема, и користи веома сложене компјутерске сценарије који садрже до 2.000 високих међусобно повезаних вредности  описује две традиције у детаљима (нпр., Dörner, Kreuzig, Reither & Stäudel's 1983 LOHHAUSEN project; Ringelband, Misiak & Kluwe, 1990). Buchner (1995) описује обе традиције детаљно.

### Северна Америка
У Северној Америци, Херберт Сајмон заснива рад на "учењу кроз рад" у семантички богатим доменима (нпр  Anzai & Simon, 1979; Bhaskar & Simon, 1977), истраживачи су почели да истражују решавања задатака одвојено у различитим областима природног знања  - као што су физика, писање, или шаховска игра - тако су покушавали да извуку њихове покушаје у глобалну теорију решавања задатака (нпр Sternberg & Frensch, 1991). Уместо тога, ови истраживачи су често фокусирани на развој решавања задатака у одређеном домену, то је на развој експертизе (нпр Anderson, Boyle & Reiser, 1985; Chase & Simon, 1973; Chi, Feltovich & Glaser, 1981).
Области које су привукле интензивну пажњу у Северној Америци укључују:
- Читање (Stanovich & Cunningham, 1991)
- Писање (Bryson, Bereiter, Scardamalia & Joram, 1991)
- Обрачун (Sokol & McCloskey, 1991)
- Политичко одлучивање (Voss, Wolfe, Lawrence & Engle, 1991)
- Решавање проблема за бизнис (Cornell, 2010)
- Решавање проблема Менаџерске (Wagner, 1991)
- Образложење правника (Amsel, Langer & Loutzenhiser, 1991)
- Машинско решавање проблема (Hegarty, 1991)
- Решавање проблема у електроници (Lesgold & Lajoie, 1991)
- Познавање рада на рачунару (Kay, 1991)
- Играње рачунарских игрица (Frensch & Sternberg, 1991)
- Решавање личних проблема (Heppner & Krauskopf, 1987)
- Математичко решавање задатака  (Pólya, 1945; Schoenfeld, 1985)
- Решавање друштвеног проблема (D'Zurilla & Goldfreid, 1971; D'Zurilla & Nezu, 1982)
- Решавање проблема за иновације и изуме: ТРИЗ (Altshuller, 1973, 1990, 1995)

## Карактеристике комплексних проблема
Као расветљени од стране Dietrich Dörner, а касније проширени од стране Joachim Funke , сложени проблеми имају неке типичне карактеристике које се могу сажети на следећи начин:
- Сложеност (велики број предмета, међусобним односима и одлуке)
- енумерабилност
- хетерогеност
  - повезивање (хијерархијски однос, комуникативни однос и однос расподеле)
- Динамика (време разматрања)
  - временска ограничења
  - темпорална осетљивост
  - ефекти фазе
  - динамична непредвидљивост
- Нетранспарентност (недостатак јасноће ситуације)
- Почетак непрозрачности
- Наставак непрозрачности
- Полители (више циљева)
- Инекспресивност
  - опозиција
  - пролазност

Резолуција сложених проблема захтева директан напад на сваку од ових карактеристика на које су наишли.

## Стратегије решавања задатака
Стратегије решавања проблема су кораци које би користили да пронађете проблем (е) које су на путу ка нечијем циљу. Неки би назвали ово као  "решавања задатака циклуса".  У овом циклусу задатак ће се препознати, дефинисати, уз развијање стратегије да реши проблем, организоваће се знање о проблему циклуса, схватити и издвојити средства на располагање кориснику, прати нечији напредак, и оцењује тачност решења. Иако се зове циклус, појединац не треба да уради сваки корак како би решио проблем, у ствари они који то не раде обично боље решавају задатке. Разлог зашто се зове циклус, да када је један задатак завршен обично ће се други појавити.
Бланхардова -Поља (2007) гледају у решавање једног од два аспекта проблема. Први гледајући оне проблеме који имају само једно решење (као што су математички проблеми, или заправо засновани на питањима) који су утемељени у психометријског интелигенцији. Други који је социо-емоционалан у природи и са непредвидљивим одговорима који се стално мењају (као што је ваша омиљена боја и шта треба некоме за Божић).
Следеће технике се обично називају стратегије решавања проблема
- Апстракција: решавање проблема у моделу система пре него што се примени у реалном систему
- Аналогија: користећи решење које решава проблем који је аналоган
- Бомбардовање идејама: (посебно међу групама људи) указује на велики број решења или идеја и комбинују се у развоју док се оптимално решење не нађе
- Завади па владај: разбије велики и сложен проблем у мање, решиве проблеме
- Тестирање хипотеза: под претпоставком да је могуће објашњење за проблем који покушава да докаже (или, у неким контекстима, оповргнути) претпоставка
- Бочно размишљање: приближавање решења индиректно и креативно
- Средства-завршавање анализа: избор акција на сваком кораку да се приближи циљу
- Начин фокусних објеката: синтезу наизглед не слаже карактеристике различитих објеката у нешто ново
- Морфолошка анализа: процене излаза и интеракције једног читавог система
- Доказ: покушавају да докажу да се проблем не може решити. Тачка у којој је доказ неће бити полазна основа за решавање задатка
- Смањење: трансформација проблема у још један проблем за који постоји решења
- Истраживање: запошљавање постојеће идеје или прилагођавање постојећих решења сличних проблема
- Основни узрок анализа: идентификовање узрока проблема
- Суђење-и-грешка: тестирање могућих решења док је исправно нађено

## Методологије за решавање проблема
- ПРЗ (Примена решавања задатака)[15]
- Осам дисциплина решавања задатака
- Модел увећавања
- Како их решити
- Kepner-Tregoe Решавање задатака и доношење одлука
- ПООД петље (посматрање, оријентација, одлука и деловање)
- ПУПД (план, уради, провери и делуј)
- БРП дијагноза задатка (брза резолуција проблема)
- ТРПИ (на руском: Teoriya Resheniya Izobretatelskikh Zadatch, "теорија решавања проблема изумитеља")
- А3 решавање задатака

## Заједничке препреке за решавање задатака
Заједничке препреке у решавању проблема су менталне конструкције које ометају нашу способност да правилно реше проблеме. Ове баријере спречавају људе да решавају проблема на најефикаснији могући начин. Пет најчешћих процеса и фактора које су истраживачи  идентификовали као препреке за решавање проблема су потврда пристрасности, менталног склопа, функционалан недостатак исправљања , непотребних ограничења, и небитних информација.

### Потврда пристрасности
У науци постоји област фундаментални стандард, научни метод, који описује процес откривања истине о чињеницама или света кроз непристрасно разматрање свих релевантних информација, и непристрасно посматрање и / или експериментисање са том информацијом. Према овој теорији, појединац је у стању да најтачније нађе решење за проблем које ће бити схваћено као обављање наведених корака. Научни метод није процес који је ограничен научницима, већ је онај који сви људи могу да вежбају у својим областима рада као и у својим личним животима. Потврда пристрасности се може описати као нечија свест или ненамерна корупција научног метода. Тако када неко показује потврду пристрасности, он или она је формално или неформално прикупља податке, а потом посматра и експериментише са тим подацима на такав начин да фаворизује  смишљени концепт који може или не може имати мотивацију. Занимљиво, истраживањима је утврђено да професионалци у оквиру научних области студирају и доживљавају потврду пристрасности. У Андреас Херговићевом, Рејнхард Скотовом, и Кристоф Бургеровом експерименту спроведеном на мрежи, на пример, откривено је да су професионалци у области психолошког истраживања вероватно видели научне студије које се поклапају са њиховим унапред створеним разумевањима од студија које су нескладу са њиховим успостављеним веровањима.
  Мотивација се односи на нечије жеље да се брани или пронађе образложење или уверење (нпр, верска уверења) које је битно за њега или њу. Према Raymond Nickerson-у , могу се видети последице пристрасности у реалним животним ситуацијама, које се крећу у тежини од неефикасних државних политика до геноцида. У односу на друге, а најтеже разграњавање ове когнитивне баријере, Никерсон тврди да она лица која су укључена у извршење геноцида и оптужена за вештичарење, као злочин који се догодио од 15. до 17. века, показало је потврду пристрасности  са мотивацијом. Истраживач Мајкл Ален пронашао доказе за потврду пристрасности са мотивацијом међу школском децом која су радила да манипулишу своје научне експерименте на такав начин који је произвела њихова нада за резултате. Међутим, потврда пристрасности не захтева мотивацију. Године 1960, Питер Кеткарт Васон спровео је експеримент у којем учесници прво гледају три броја, а затим створе хипотезу да је предложи правило које би се могло употребити да се створи тај триплет бројева. Када тестирају своје хипотезе, учесници имају тенденцију да само стварају додатне тројке бројева који би потврдиле њихове хипотезе, и имају тенденцију да се не створе тројке да би негирали или оповргнули своје хипотезе. Тако истраживање такође показује да људи могу и да раде за потврду теорије или идеје које не подржавају или се ангажују лично значајне веровања.

### Ментални скуп
Ментални скуп је први пут формулисао Абрахам Лухинс 1940. године и показао у својим познатим експериментима бокала воде. У овим експериментима, учесници су били замољени да попуне један бокал са специфичном количином воде коришћењем само другог бокала (обично три) са различитим максималним капацитетом као алата. Након што је Лухинс дао учесницима скупа  проблем бокала воде који би могао бити решен коришћењем једне технике, он онда би им за тај проблем који би могао бити решен коришћењем те исте технике или  једноставнијег начина. Лухинс је открио да његови учесници имају тенденцију да користе исту технику на коју су навикли упркос могућности коришћења једноставније алтернативе. Такав  ментални скуп описује своју намеру да покушава  да реши проблеме на такав начин да се показао успешним у претходним искуствима. Међутим, како Лухинсов рад открива, такве методе за проналажење решења које су радили у прошлости не може бити адекватан, или оптималан за неке нове, али сличне проблеме. Стога, често је потребно да се људи крећу ван својих менталних сетова како би пронашли решења. Ово је опет показао Нормана Мајер 1931. експериментом, који оспорава учеснике да реше проблем помоћу домаћинског објекта (клешта) на неконвенционалан начин. Мајер је приметио да учесници често нису у могућности да виде објекат на начин који га удаљава од своје типичне употребе, феномен посматрања као посебан облик менталног сета (прецизније познат као функционални део прибора, што је тема у следећем делу). Када се људи држе чврсто својих менталних сетова, каже се да они доживљавају поправку, привидну опсесију или преокупацију покушавањем стратегија које су више пута биле неуспешне. У касним 1990-им, истраживач Џенифер Вили радио је на томе да открије да експертизе могу радити на стварању менталног сета код људи који се сматрају стручњацима у одређеним областима, а онда даље добили доказе да је ментални  скуп створен ка стручности довести до развоја фиксације.

### Функционална неучвршћеност
Функционална неучвршћеност је специфичан облик менталног сета и поправки, коју је алудирао раније и Мајер у експерименту, а осим тога ово је још један начин на који се когнитивне пристрасности  могу видети у свакодневном животу. Немачки тим и Кларк Барет описују ову баријеру као фиксни дизајн објекта који омета способност појединца да га види и служи друге функције. У више техничком смислу, овај истраживач је објаснио да: "субјекти постају "поправљени "у односу на дизајн функције објеката и да решавање проблема трпи у односу на контролу услова у којима функција објекта није показана." Функционална неучвршћеност се дефинише као примарна функција самог објекта која тиме спречава да служи другу сврху осим своје првобитне функције. У истраживању у коме је истакао основне разлоге на које су мала деца имуна, на функционалну неучвршћеност, наведено је да је "функционална неучвршћеност ... [када] је субјектима отежано у постизању решења за проблем од стране њиховог знања то су конвенционалне функције објекта." Надаље, важно је напоменути да се функционална неучвршћеност  лако изражава у уобичајеним ситуацијама. На пример, замислите следећу ситуацију: човек види бубу на поду и жели да је убије, али му једина ствар у руци у овом тренутку је конзерва освеживачи ваздуха. Ако човек крене у потрагу за нечим у кући да убије бубу  уместо  да  је конзерва освеживача  ваздуха могла да се користи не само за своју основну функцију,  да се освежи ваздух, он је рекао да се доживљава функционална неучвршћеност. Знање човека  да конзерве које служе као чисто ваздушни освеживач отежава његову способност да схвати да је могао бити коришћен да послужи другу сврху, која је у овом случају био као инструмент да убије бубу. Функционална неучвршћеност се може десити у више наврата и може изазвати одређене когнитивне пристрасности. Ако видимо само неки објекат који служи као један примарни фокус пре него што смо схватили да се објекат може користити на различите начине, осим његове намене. Ово може за узврат изазвати многа питања у вези са решавањем проблема. Здрав разум чини да је прихватљив одговор на функционалне неучвршћености. Могло би се рећи да овај аргумент, који изгледа прилично једноставно да размотри могуће алтернативе  у коришћењу као објекта. Можда користи здрав разум да се реши овај проблем који би могао бити  најпрецизнији одговор у овом контексту. У претходно наведеном примеру, изгледа као да би имало савршеног смисла користити лименку освеживача ваздуха да се убије буба него да се тражи нешто друго да служи ту функцију, али како истраживања показују, то често није случај. 
Функционална неучвршћеност ограничава способност  људима да реше проблеме прецизно изазивајући један врло узак начин размишљања . Функционална неучвршћеност се може видети у другим врстама учења понашања као добро. На пример , истраживање је открило присуство функционалне фикеднесс у многим образовним случајевима . Истраживачи Фурио , Калатауд , Баранас , и Падила изјавили  да " ... функционалне неучвршћености  могу се наћи у образовним концептима као и у решавању проблема хемије . " Било је више нагласака на ову функцију  да се види у овој врсти предмета и другим.
Постоји неколико хипотеза у вези са тим колико функционалне неучвршћености се односи на решавање проблема.  Постоје многи начини на које особа може доћи до проблема док размишља о одређеном објекту са постојањем ове функције. Ако постоји један начин на који особа обично мисли на нешто вишеструко онда то може да доведе до ограничења у начину на који особа мисли о том објекту. Ово се може посматрати као уско размишљање, које се дефинише као начин на који појединац није у стању да види или прихвати одређене идеје у одређеном контексту. Функционална неучвршћеност је веома блиско повезана са овим што је раније поменуто. Ово се може урадити намерно или ненамерно, али највећим делом чини да се овај процес решавања проблема врши ненамерно.
Функционална неучвршћеност може да утиче на решавање проблема у најмање два одређена начина. Први је у односу на време, као функционална неучвршћеност која нагони људе да користе више времена него што је потребно за решавање сваког датог проблема . Друго, функционална неучвршћеност често доводи решавача да више покушава да реши проблем него што би направили да они нису искусили ову когнитивну баријеру . У најгорем случају , функционалан неучвршћеност може у потпуности спречити особу у остваривању решења проблема . Функционална неучвршћеност је уобичајена појава , која утиче на животе многих људи .

### Непотребна ограничења
Непотребна ограничења је још једна веома честа препрека са којом се људи суочавају док покушавају да реше проблем. Ова посебна појава настаје када човек, покушавајући да подсвесно реши проблем, ставља границе на задатак, што га заузврат приморава да буде иновативан у свом размишљању. Ово решење је погодило препреку да остане фиксиран на само један начин на који ће решити његов проблем, а постаје све теже да види нешта осим метода које су одабрали. Типично, решење искуства овим приликама покушаја да користи метод су већ искусили успех, а они не могу помоћи, али покушавају да успе у садашњим околностима,  чак и ако виде да је то контрапродуктивно.
Групно размишљање, или узимајући у обзир у умове осталих чланова групе, такође може да делује као непотребно ограничење покушава да реши проблеме.  То је због чињенице да сви исто мислимо, заустављање на истим закључцима и инхибирају се размишљања изван тога. Ово је веома чест, али најпознатији пример за то је што је  баријера сама по себи присутна у чувеном примеру проблема тачке. У овом примеру, девет тачака лежи у правоугаононику  три тачке преко, и три тачке који иду горе и доле. Решавач  је потом упитао да скрене не више од четири реда, без подизања своје оловке из новина. Ова серија линија треба да повеже све тачке на папиру. Затим, шта се дешава обично је предмет који   ствара претпоставку у свом уму да мора повезати тачкице не дозвољавајући њему     или  оловци  да иду ван трга тачака. Стандардизованим процедурама као што је то често може да доведе менталног  ограничења ове врсте,  и истраживачи су пронашли тачну стопу решења 0% у времену предвиђеном за задатак, да буде завршен. Наметнуто ограничење спречава   решавача  да  измисли границе тачака. Из овог феномена дат је израз "размишљају ван оквира".
Овај проблем се може брзо решити уз скицу  реализације, односно увид. Неколико минута борбе око проблема може да донесе такав нагли увид, где је Решавач  брзо и јасно види решење. Проблеми као што је овај се  најчешће решавају путем увида и може бити веома тешко у зависности од  предмета или како су структурирани проблеми у њиховим главама, како се они ослањају на своја претходна искустава, и колико су они жонглирали са овим  информацијама у својим радним сећањима. У случају девет тачака пример, Решавач  је већ погрешно структуриран у њиховим главама због ограничења која су стављена на решење. Поред тога, људи доживљавају борбе када покушају да упореде  проблеме  њиховог претходног знања, и мисле да морају да задрже своје линије у оквиру тачака и не превазилазе их. Они то чине зато што покушавају да сагледају тачке повезане изван основног трга  и стављају притисак на њихову радну меморију.
Срећом, решење за проблем постаје очигледно као увид се јавља након невероватних покрета направљених према решењу. Ови сићушни покрети ће се десити без знања Решавача. Онда када је увид у потпуности реализован, "аха" тренутак се дешава на предмету.  Ови тренуци увида могу потрајати дуже време, треба да се манифестују, или не тако дуго у другим приликама, али начин на који је стигло решење и после креирања ових баријера остаје исто.

### Небитна информација
Небитна информација је информација представљена у оквиру проблема који је невезан или небитан за конкретан проблем. У специфичном контексту проблема, небитне информације неће служити никакву сврху у помагању при решавању тог одређеног проблема. Често небитна информација је штетна за процес решавања проблема. То је уобичајена препрека и многи људи имају проблем проласка кроз то, поготово ако нису свесни тога. Небитна информација чини решавање иначе релативно једноставних проблема много теже.
На пример:
"Петнаест одсто људи у Топеки има нераспоређене бројеве телефона. Можете одабрати 200 имена насумице из Топеке у именику.. Колико од тих људи има неизлистане бројеве телефона?"
Људи који нису наведени у телефонском именику неће бити међу 200 имена које сте одабрали. Појединци гледајући овај задатак би природно желели да користе 15% које им је дато у проблему. Они виде да постоје информације које су присутне и они одмах мисле да треба да се користе. Ово наравно није истина. Оваква питања се често користе за тестирање ученика који раде тестове способности или когнитивне процене. Они не треба да буду тешки, али су мислили да захтевају размишљање које није нужно заједничко. Небитна информација се обично представља у математичким проблемима, проблемима речи конкретно, где је нумеричка информација стављена у сврху оспоравања појединца.
Један од разлога зашто је небитна информација толико ефикасна у складу да држи особу даље од релевантних информација, је сада представљен.  Начин на који се информација заступа може да направи огромну разлику у колико је тешко да се проблем превазиђе. Да ли је проблем визуелно представљен, вербално, просторно, или математички, небитна информација може имати значајан утицај, колико дуго је проблему потребно да се решити; или ако је уопште могуће. Проблем Будистички монах је класичан пример небитне информације и како може да се представља на различите начине:
Будистички монах почиње један дан у зору хода уз планину, достиже до врха у сумрак, медитира на врху неколико дана до једне зоре, када он почиње да хода назад у подножје планине, које достиже у сумрак. Израда претпоставке о његовом покретању или заустављању или о свом темпу током путовања, доказује да постоји место на путу који је заузет у исто време дана на два одвојена путовања.
Овај проблем је немогуће решити како је информација представљена. Зато што је написан на начин који представља информацију вербално, то нас доводи до покушаја да створи менталну слику о ставу. Ово је често веома тешко, посебно радити са свим тим небитним информацијама које су укључене у питању. Овај пример је направљен да би било много лакше разумети када је став  визуелно представљен. Сада ако је исти проблем је у питању ако је такође праћен одговарајућим графиконом било би много лакше да одговори на ово питање; небитна информација више не служи као блокада пута. То визуелно представља проблем, не постоје речи којима би се то разумело или замислио сценарио. Визуелни приказ овог проблема је уклонио тешкоће при решавању.
Ове врсте представа се често користе да би тешки проблеми постали лакши.  Они се могу користити на тестовима као стратегија за уклањање небитних информација, што је један од најчешћих облика баријера када се расправља о питањима решавања проблема.  Идентификација кључне информације представљене у проблему, а затим стање да се тачно идентификује његова корисност је од суштинског значаја. Свест о небитним информацијама је први корак у превазилажењу ове заједничке баријере.